# ميناء الجزائر
ميناء الجزائر هو ميناء بحري جزائري، يمتد من بلدية الجزائر الوسطى إلى بلدية بلوزداد، في الضاحية الصناعية للجزائر العاصمة. وهي من أكبر الموانئ في الجزائر.